# Iskra Siemianowice Śląskie
Iskra Siemianowice Śląskie – polski klub piłkarski, mający siedzibę w mieście Siemianowice Śląskie, na Górnym Śląsku. Rozwiązany po wybuchu II wojny światowej.

## Historia
Chronologia nazw:
- 20.03.1920: Iskra Laurahütte
- 1922: Iskra Laurahuta – po połączeniu gmin Huta Laura i Siemianowice
- 23.02.1927: Iskra Siemianowice Śląskie – po zmianie nazwy miasta
- 1939: klub rozwiązano

Klub Iskra Laurahütte został założony w miejscowości Laurahütte (tak do 1922 nazywało się Siemianowice Śląskie) 20 marca 1920 roku. Podstawę zespołu tworzyli piłkarze byłego klubu FC Hohenzollern 07 Laurahütte, założonego w mieście w 1907 roku. Najpierw zespół walczył o mistrzostwo swojego okręgu (w tym wypadku Górnego Śląska) południowo-wschodnich Niemiec. W 1922 po przyłączeniu miasta do Polski i połączeniu gmin Huta Laura i Siemianowice klub zmienił nazwę na Iskra Laurahuta (w niektórych źródłach Iskra Siemianowice). W 1922 zespół startował w mistrzostwach śląskiej klasy A, w których zajął trzecie miejsce. Druga edycja śląskiej klasy A miała miejsce na przełomie 1922 i 1923 roku, a zwycięzcą 6-drużynowej ligi została Iskra z Siemianowic. Drużyna zagrała następnie w grupie zachodniej Mistrzostw Polski. Po zajęciu ostatniej czwartej lokaty w grupie klub stracił szansę awansu do finałowego dwumeczu o mistrzostwo Polski.
W 1924 zespół zajął 6.miejsce w mistrzostwach śląskiej klasy A, która liczyła 8 drużyn. W sezonie 1925/26 startował w rozgrywkach eliminacyjnych okręgu Śląsk o Puchar Polski, a zwycięzcą od okręgu został Ruch Wielkie Hajduki, który w finale wygrał z 06 Załęże Katowice. W 1926 zespół uplasował się na ostatniej 7.pozycji klasy A. W 1927 po zmianie nazwy miasta klub przyjął nazwę Iskra Siemianowice Śląskie. W 1927 miało miejsce powstanie niezależnej od PZPN I ligi, wśród zaproszonych były dwie drużyny z regionu – zwycięzca śląskiej klasy A Ruch Wielkie Hajduki oraz wicemistrz 1. FC Katowice. Wszystkie pozostałe drużyny, w tym Iskra, kontynuowały występy w lidze okręgowej.
Po rozpoczęciu II wojny światowej klub został rozwiązany.
Po wojnie tradycję Iskry kontynuował Górnik Siemianowice Śląskie. Nowy podmiot utworzony przy siemianowickiej kopalni w 1945 roku, używał znaku nawiązującego do symbolu protoplasty.

## Barwy klubowe, strój
| Biały | Czarny |

Klub ma barwy biało-czarne. Zawodnicy domowe spotkania zazwyczaj grali w biało-czarnych pasiastych pionowo koszulkach, białych spodenkach oraz białych getrach.

## Sukcesy

### Trofea międzynarodowe
Nie uczestniczył w rozgrywkach europejskich (stan na 31-05-2019).

### Trofea krajowe
| \| \| Zdobyte trofea w rozgrywkach Polski (stan na: 31-05-2019) \| |                                                           |      |          |
| Rozgrywki                                                          | Osiągnięcie                                               | Razy | Sezon(y) |
| Mistrzostwo                                                        | I miejsce                                                 | 0    |          |
| Mistrzostwo                                                        | II miejsce                                                | 0    |          |
| Mistrzostwo                                                        | III miejsce                                               | 0    |          |
| Mistrzostwo                                                        | 4.miejsce (gr.zachodnia)                                  | 1    | 1923     |
| Puchar                                                             | zdobywca                                                  | 0    |          |
| Puchar                                                             | finalista                                                 | 0    |          |
| Puchar                                                             | faza eliminacyjna                                         | 1    | 1925/26  |
| II liga                                                            | I miejsce                                                 | 0    |          |
| II liga                                                            | II miejsce                                                | 0    |          |
| II liga                                                            | III miejsce                                               | 0    |          |
| Polska                                                             | Zdobyte trofea w rozgrywkach Polski (stan na: 31-05-2019) |      |          |

- śląska klasa A:
  - mistrz (1x): 1923

## Poszczególne sezony

### Rozgrywki międzynarodowe
Nie rozgrywał meczów międzynarodowych.

### Rozgrywki krajowe
| \| Niemcy \| Bilans występów klubu w rozgrywkach piłkarskich Niemiec (Stan na 31 grudnia 1922 r.) \| \| |                                                                                      |        |       |   |   |   |    |    |     |           |        |        |      |
| Poziom                                                                                                  | Rozgrywki                                                                            | Sezony | Mecze | Z | R | P | B+ | B– | Pkt | Lata      | Awanse | Spadki | Naj. |
| I | Südostdeutsche Fußballmeisterschaft. A-Klasse Oberschlesien                          | 0      |       |   |   |   |    |    |     |           |        |        |      |
| II | Südostdeutsche Fußballmeisterschaft. B-Klasse Oberschlesien                          | 2      |       |   |   |   |    |    |     | 1920–1922 | 0      | 0      | ?    |
| Niemcy                                                                                                  | Bilans występów klubu w rozgrywkach piłkarskich Niemiec (Stan na 31 grudnia 1922 r.) |        |       |   |   |   |    |    |     |           |        |        |      |

| \| Polska \| Bilans występów klubu w rozgrywkach piłkarskich Polski (Stan na 31 grudnia 1939 r.) \| \| |                                                                                     |        |       |   |   |   |    |    |     |           |        |        |       |
| Poziom                                                                                                 | Rozgrywki                                                                           | Sezony | Mecze | Z | R | P | B+ | B– | Pkt | Lata      | Awanse | Spadki | Naj.  |
| I | Mistrzostwo Polski                                                                  | 1      | 6     | 0 | 0 | 6 | 1  | 36 | 0   | 1923      | 0      | 0      | 4     |
| II | Persza liha                                                                         | 4      |       |   |   |   |    |    |     | 1922–1926 | 1      | 0      | 1     |
| III | Okręgowa klasa Śląskiego OZPN                                                       | ?      |       |   |   |   |    |    |     | 1927–1939 | 0      | 0      | ?     |
| | Puchar Polski                                                                       | 1      |       |   |   |   |    |    |     | 1925/1926 | 0      | 0      | r.el. |
| Polska                                                                                                 | Bilans występów klubu w rozgrywkach piłkarskich Polski (Stan na 31 grudnia 1939 r.) |        |       |   |   |   |    |    |     |           |        |        |       |

## Struktura klubu

### Stadion
Klub piłkarski rozgrywał swoje mecze domowe na stadionie Miejskim w Siemianowicach Śląskich, który może pomieścić 1000 widzów.

## Kibice i rywalizacja z innymi klubami

### Rywalizacja
Największymi rywalami klubu są inne zespoły z miasta oraz okolic.

### Derby
- Ruch Chorzów
- 1. FC Katowice
- Pogoń Katowice
- Naprzód Lipiny
- AKS Chorzów
- 06 Załęże Katowice